# Let's Make Out
Let's Make Out è un singolo del gruppo musicale britannico Does It Offend You, Yeah?, pubblicato 6 agosto 2007 come secondo estratto dal primo album in studio You Have No Idea What You're Getting Yourself Into.

## La canzone
Sesta traccia di You Have No Idea What You're Getting Yourself Into, Let's Make Out è stata realizzata con la partecipazione vocale di Sebastien Grainger, cantante e batterista del gruppo musicale canadese Death from Above 1979.

## Video musicale
Il videoclip, diretto da Mark Taplin e girato interamente in animazione, è stato pubblicato il 22 agosto 2007 attraverso il canale YouTube del gruppo.

## Tracce
CD promozionale (Regno Unito)
1. Let's Make Out – 4:06
2. Let's Make Out (Radio Edit) – 3:45
3. Let's Make Out (Extended Mix) – 6:25
4. Let's Make Out (Extended Dub Mix) – 6:56

7" (Regno Unito)
- Lato A

1. Let's Make Out (Radio Edit) – 3:45

- Lato B

1. Gash – 0:18

12" (Regno Unito)
- Lato A

1. Let's Make Out – 4:06
2. Let's Make Out (Extended Dub) – 6:56

- Lato B

1. Let's Make Out (Extended Version) – 6:25

## Formazione
Gruppo
- James Rushent – basso
- Morgan Quaintance – chitarra
- Dan Coop – sintetizzatore
- Rob Bloomfield – batteria

Altri musicisti
- Sebastien Grainger – voce